# Poema op de Veluwe

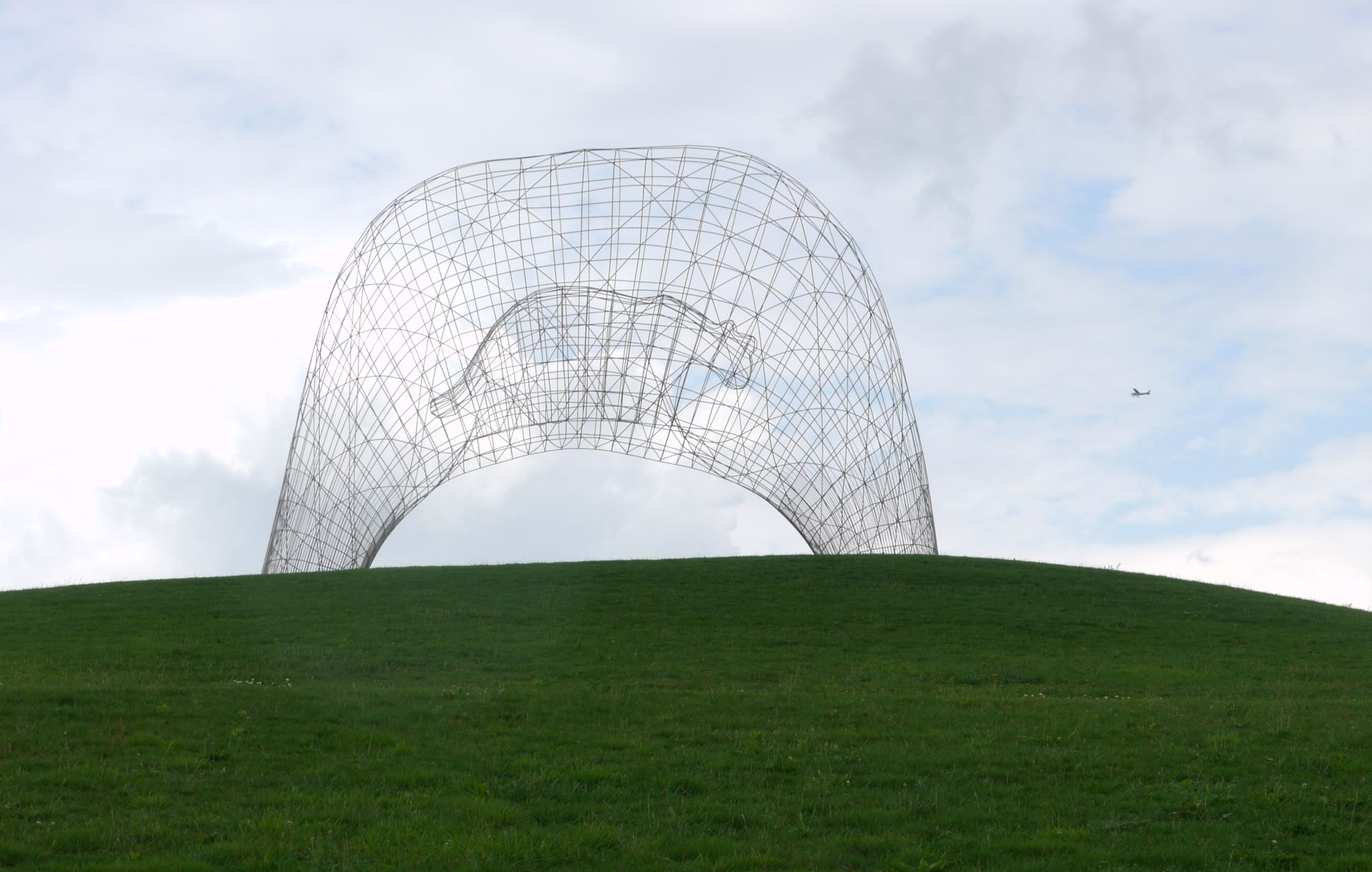
Kooi-met-geen-poema-erin, kunstwerk te Apeldoorn

Op 14 juni 2005 kwam in Nederland in het nieuws dat de politie misschien een poema op de Veluwe, met name op de Ginkelse hei, had gesignaleerd. Eerdere meldingen vonden plaats in Harskamp, Wekerom en in de buurt van de Simon Stevinkazerne. Met 50 mensen van de marechaussee en enkele jachtopzieners werd naar de poema gezocht tussen Ede, Wekerom, Bennekom en Harskamp. 
Het is evenwel de vraag of de waarneming van de poema, evenals andere waarnemingen van wilde dieren, niet gerekend moet worden tot het genre van het broodjeaapverhaal. Het moderne en internationaal bekende volksverhaal van wilde dieren die in een geciviliseerde omgeving rondlopen is door de Amerikaanse folklorist Jan Harold Brunvand zelfs van een titel voorzien: Big Cats (Panthers etc.) Running Wild. Het verhaal komt er doorgaans op neer dat mensen (ondeskundigen) een roofdier waarnemen waar dit niet verwacht zou worden. Er ontstaat een hype, waardoor steeds meer mensen het roofdier menen waar te nemen, op plaatsen waar het dier niet tegelijkertijd aanwezig kan zijn. Niet zelden wordt op basis van de verhalen een klopjacht georganiseerd door de politie die niets oplevert. Het roofdier verdwijnt na verloop van tijd spoorloos, om na enkele jaren weer (elders) waargenomen te worden.
Het nieuws kwam tevens naar boven in de komkommertijd, een periode waar kranten en tijdschriften weinig te schrijven hebben. Volgens natuurfotograaf Otto Faulhaber uit Arnhem ging het om een grote verwilderde kat. Hij zag de kat maandag 19 september 2005, en slaagde erin een duidelijke foto te maken in de buurt van de Hulhorstweg in Beekbergen, die gepubliceerd werd in het regionale dagblad De Gelderlander. Volgens Faulhaber is de kat ongeveer anderhalf keer zo groot als een gewone huiskat, misschien een kruising van een verwilderde huiskat en de Europese wilde kat.

## KunstwerkKooi-met-geen-poema-er-in
In december 2007 werd op de parkheuvel Vellert, onderdeel van de nieuwbouwwijk Zuidbroek van Apeldoorn, het beeld Kooi-met-geen-poema-er-in (plaatselijk beter bekend als De Poema) geplaatst. Het kunstwerk is 12 meter lang, 9 meter hoog en bestaat uit 2000 meter staaldraad. Het geheel weegt 3000 kilo. Nadat het beeld in een grote hal was voltooid werd het in vijf delen gezaagd en op diepladers naar Apeldoorn vervoerd. Daar zijn de delen opnieuw in elkaar gezet. Van een afstand lijkt er een dier in de kooi te zitten, maar van dichtbij is het een abstract kunstwerk.